# 黃槐
黃槐（学名：Senna sulfurea）为豆科決明屬下的一个种。

## 扩展阅读
- 維基物種上的相關：黃槐